# NGC 2234
NGC 2234 је група звезда у сазвежђу Близанци која се налази на NGC листи објеката дубоког неба.
Деклинација објекта је + 16° 43' 8" а ректасцензија 6h 29m 29,2s. Привидна величина (магнитуда) објекта NGC 2234 износи 13,9.